# Weinreben
Die Weinreben (Vitis), oder Reben genannt, sind eine Pflanzengattung in der Familie der Weinrebengewächse (Vitaceae). Die etwa 60 Arten besitzen eine weite natürliche Verbreitung auf der Welt. Die Edle Weinrebe (Vitis vinifera subsp. vinifera) wird in vielen unterschiedlichen Rebsorten zur Weinherstellung weltweit in passenden Klimagebieten (Weinbaugebiete) kultiviert.

## Beschreibung

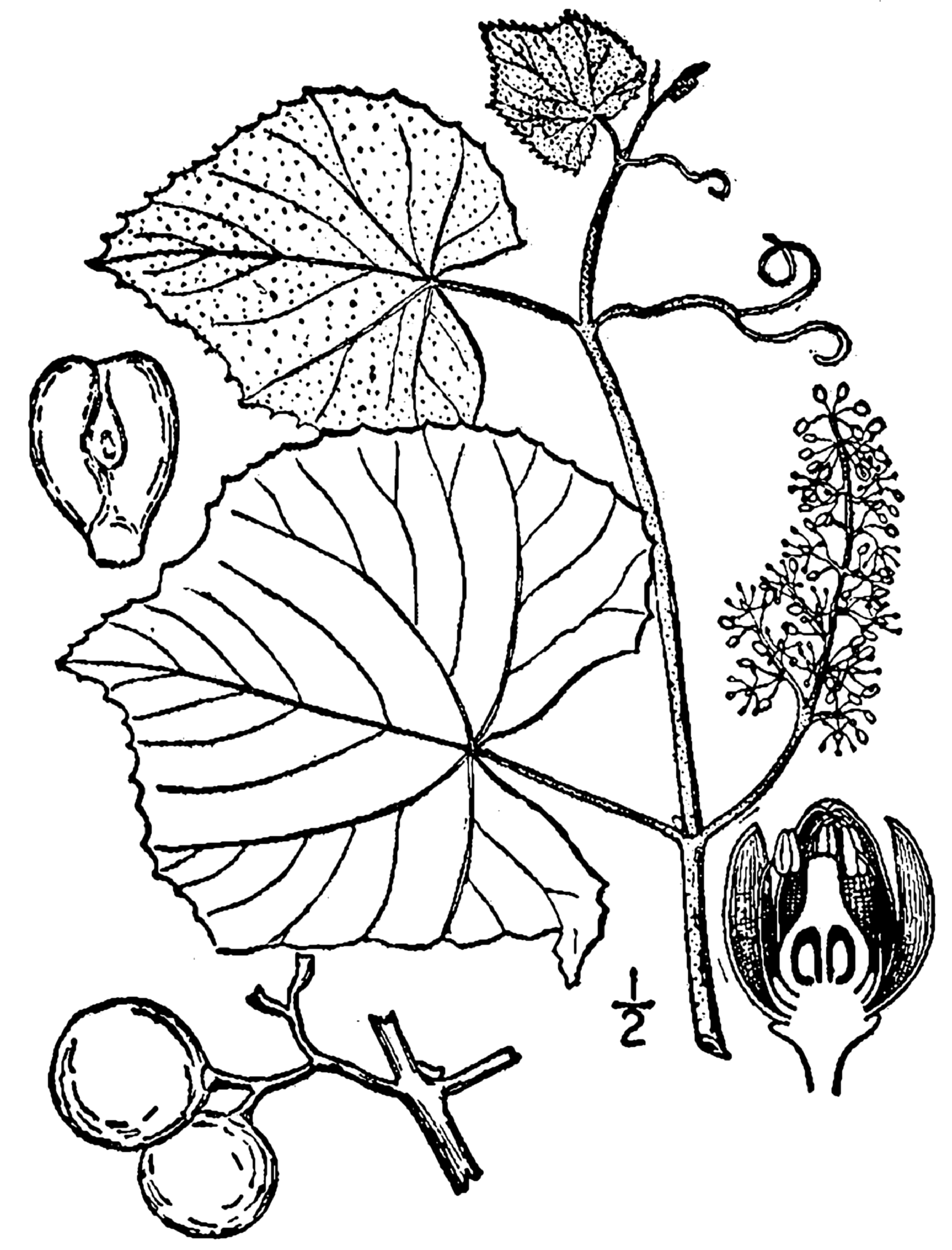
Illustration der Fuchs-Rebe (Vitis labrusca)

### Vegetative Merkmale
Die Weinreben-Arten wachsen als immer- oder sommergrüne, kletternde Sträucher oder Lianen. Ihre Borke löst sich in Längsstreifen ab. Die meist zweigabeligen Rankenäste besitzen keine Haftscheiben und setzen gegenüber den Laubblättern an. Die wechselständig angeordneten Laubblätter sind gestielt. Die Blattspreiten sind einfach, gelappt oder manchmal handförmig zusammengesetzt. Die Nebenblätter fallen meist früh ab.

### Generative Merkmale
Die Weinreben-Arten sind zwittrig und monözisch oder getrenntgeschlechtlich-diözisch. Meist stehen viele Blüten in länglichen, rispigen oder thyrsenförmigen Blütenständen, botanisch falsch auch Trauben genannt, zusammen. Die Blüten sind radiärsymmetrisch und fünfzählig mit doppelter Blütenhülle. Die fünf Kelchblätter sind winzig und stehen napfförmig zusammen. Die fünf Kronblätter sind an der Spitze verwachsen und heben sich beim Aufblühen als Ganzes mützenartig (Kalyptra) ab. Es ist nur ein Kreis mit fünf Staubblättern vorhanden. Am Grund des Fruchtknotens ist ein Diskus vorhanden, der auffällig und fünflappig oder ringförmig ist. Der Fruchtknoten besitzt zwei Fächer mit je zwei Samenanlagen. Der kurze, schlanke, konische Griffel endet in einer etwas erweiterten Narbe.
Die Weinbeeren sind fleischige, kugelige Beeren, die zwei bis vier Samen enthalten. Die harten, verkehrt-eiförmigen, verkehrt-eiförmig-elliptischen bis birnförmigen Samen enthalten im Querschnitt M-förmiges Endosperm.

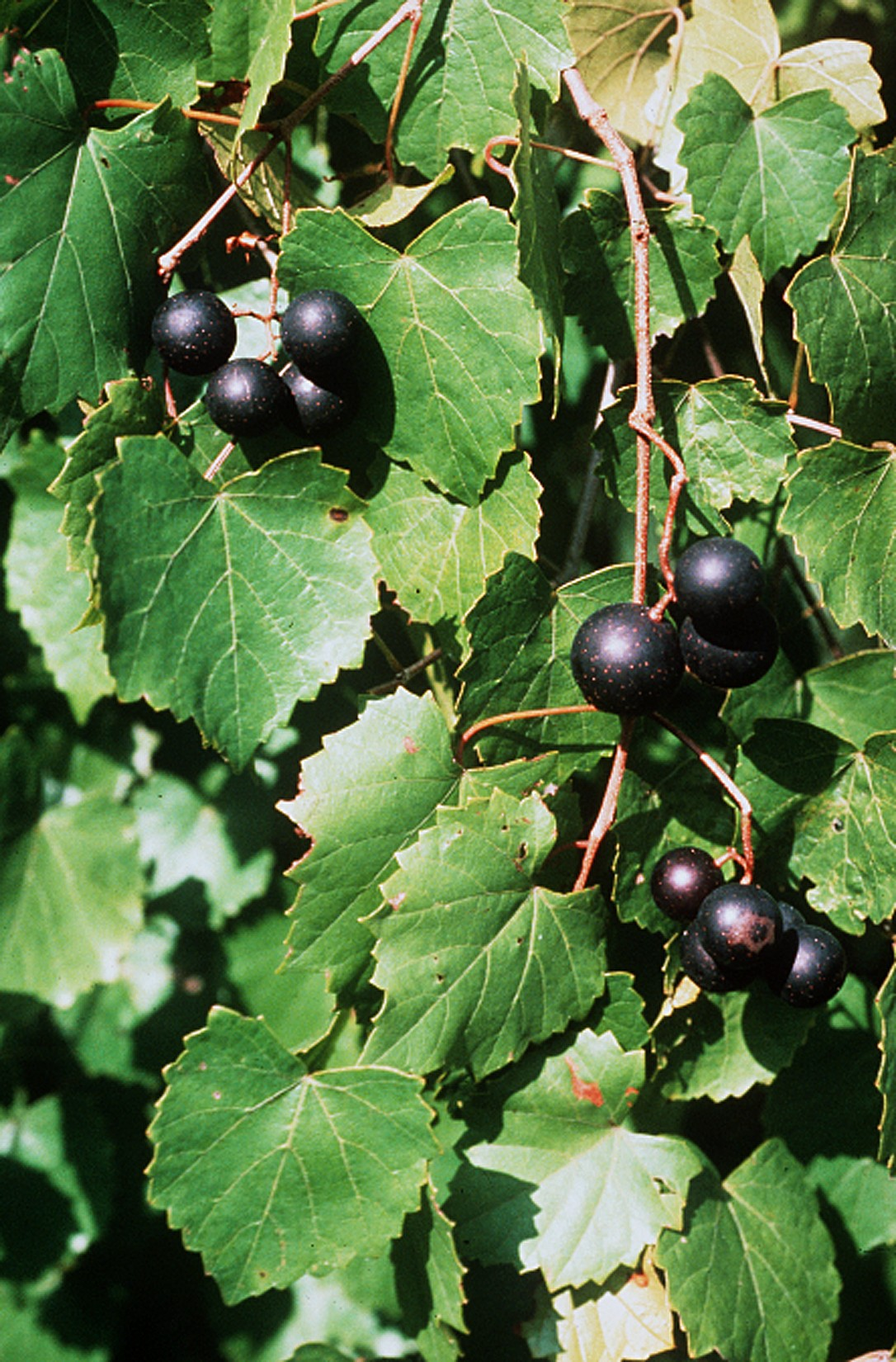
Untergattung Muscadinia: Blätter und reife Fruchtstände von Vitis rotundifolia

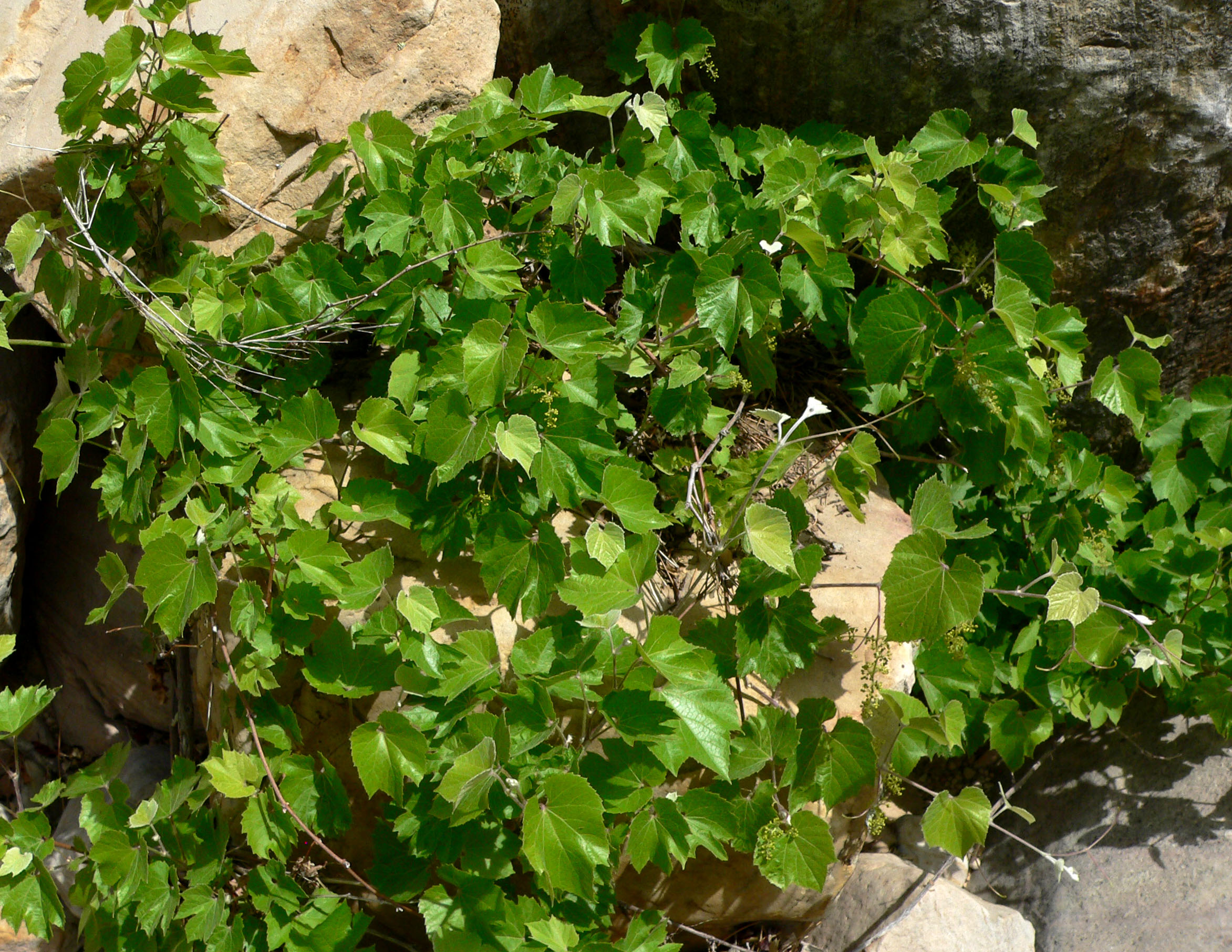
Untergattung Vitis: Habitus und Blätter von Vitis arizonica

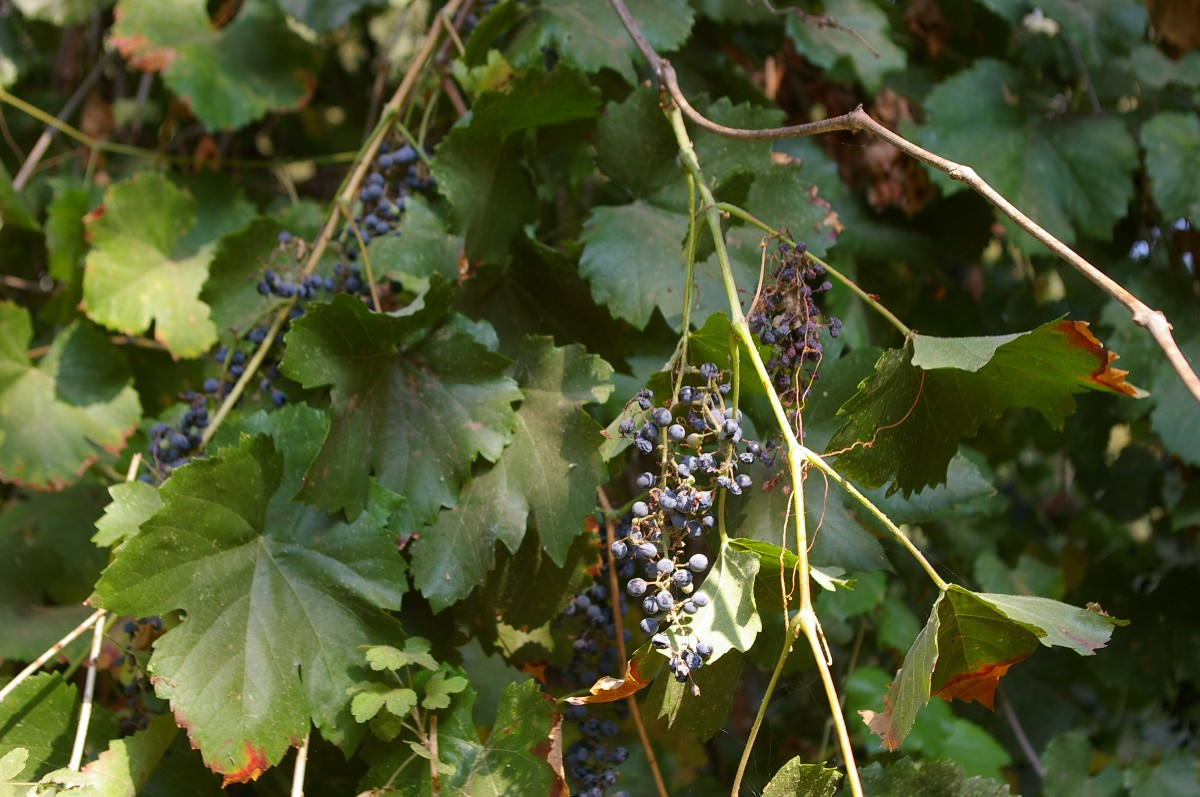
Untergattung Vitis: Blätter und reife Fruchtstände von Vitis californica

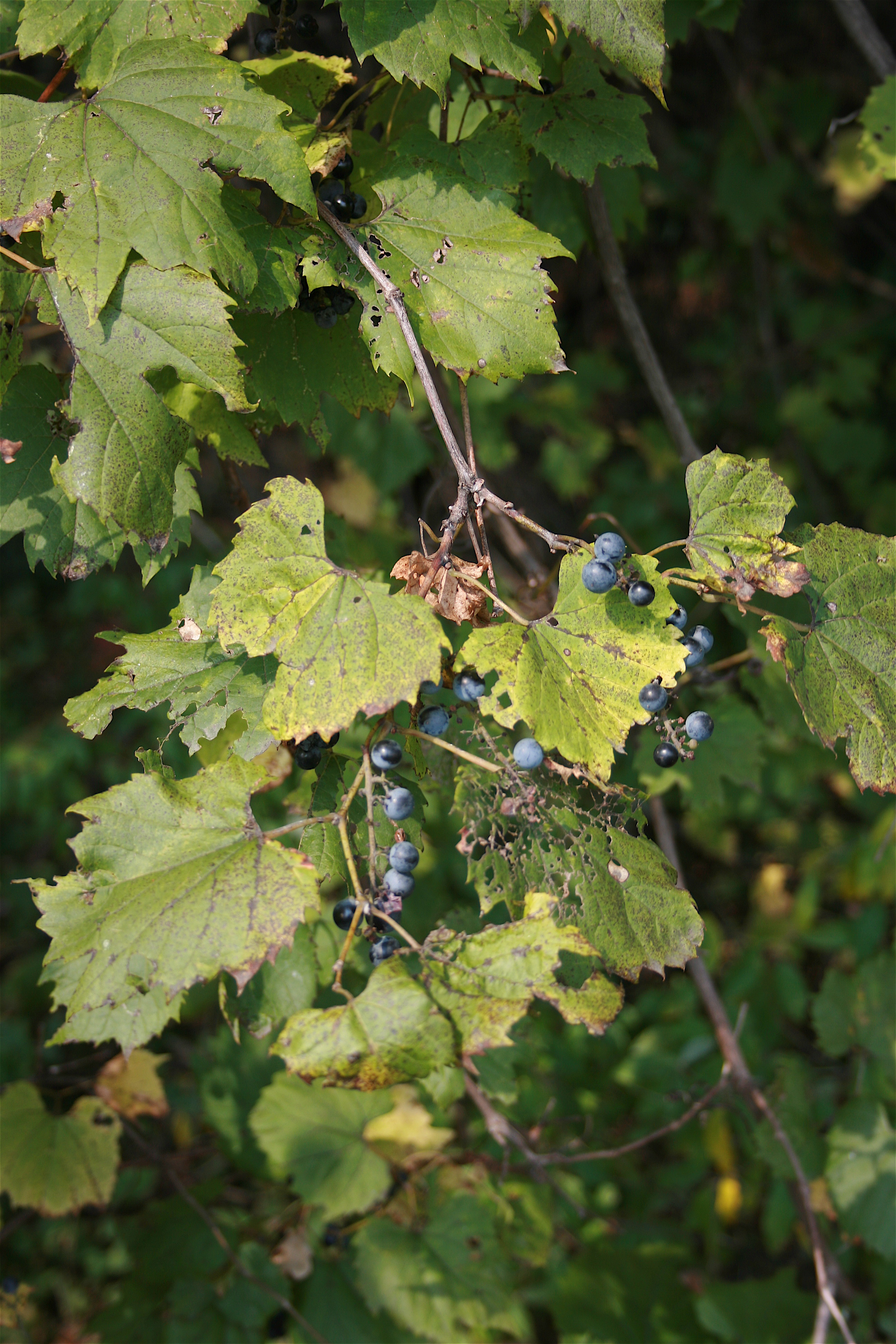
Untergattung Vitis: Blätter und reife Fruchtstände von Vitis labrusca

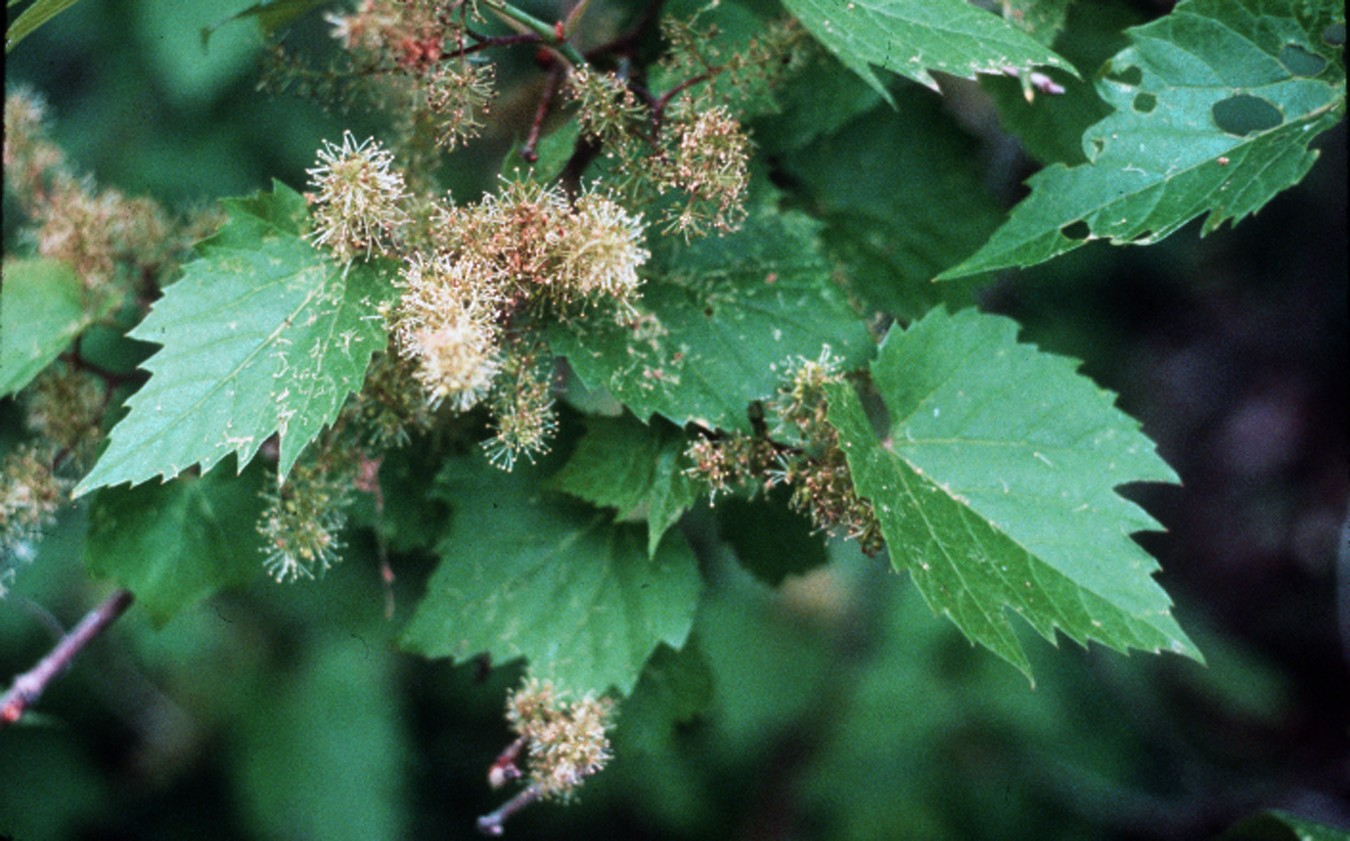
Untergattung Vitis: Blätter und Blütenstände von Vitis riparia

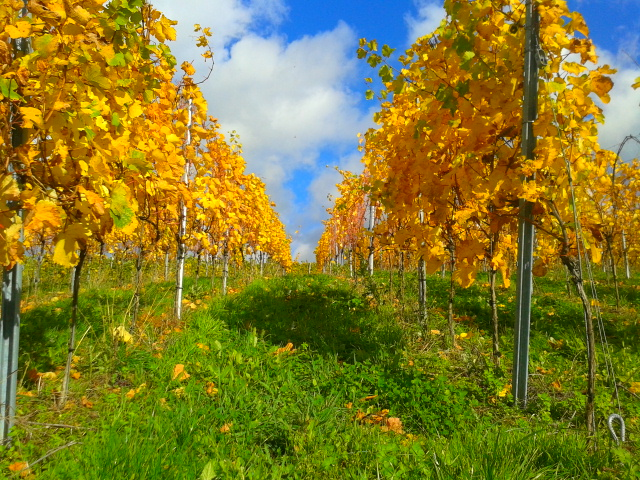
Weinreben im Herbst in Sinzheim

## Systematik und Verbreitung
Die Erstveröffentlichung der Gattung Vitis erfolgte 1753 durch Carl von Linné in Species Plantarum, 1, S. 202–203. Als Lectotypus wurde 1913 Vitis vinifera L. durch N. L. Britton und A. Brown in Ill. Fl. N.U.S., 2. Auflage, 2, S. 505 festgelegt. Synonyme für Vitis L. sind Ampelovitis Carrière, Muscadinia (Planch.) Small, Spinovitis Romanet du Caillaud und Spinovitis Carrière nom. inval.
Der Schwerpunkt der natürlichen Verbreitung liegt in den gemäßigten Regionen der Nordhalbkugel. Die Gattung kommt aber auch in den Tropen und Subtropen von Asien, Afrika und Polynesien vor. Zentren der Artenvielfalt sind China und das östliche Nordamerika. In China kommen 37 Arten vor, davon 30 nur dort.
Die Gattung Vitis wird in zwei Untergattungen gegliedert mit etwa 60 Arten:
- Untergattung Muscadinia Planch.: Sie enthält zwei oder drei Arten, die nur in der Neuen Welt vorkommen:
  - Vitis popenoei J.H.Fennel: Sie kommt in Mexiko, Belize und Guatemala vor.[2]
  - Vitis munsoniana Simps.: Sie kommt in den US-Bundesstaaten Alabama, Florida und Georgia vor.[2]
  - Vitis rotundifolia Michx.: Sie kommt in den Vereinigten Staaten vor. Es gibt mehrere Varietäten.[2]
- Untergattung Vitis (Syn.: Euvitis Planch.), siehe unter Euvitis die weitere Gliederung der Untergattung: Sie enthält etwa 58 Arten:
  - Vitis acerifolia Raf. (Syn.: Vitis longii W.Prince, Vitis longii var. microsperma (Munson) L.H.Bailey, Vitis solonis hort. ex Planch., Vitis solonis var. microsperma Munson)
  - Vitis adenoclada Hand.-Mazz.: Sie kommt nur in Hunan vor.[2]
  - Vitis aestivalis Michx. (Syn.: Vitis rufotomentosa Small): Sie kommt in Ontario und in den Vereinigten Staaten vor. Es gibt mehrere Varietäten:[2]
    - Vitis aestivalis Michx. var. aestivalis (Syn.: Vitis aestivalis var. glauca (Munson) L.H.Bailey, Vitis aestivalis var. smalliana (L.H.Bailey) Comeaux, Vitis gigas J.H.Fennel, Vitis lincecumii var. glauca Munson, Vitis smalliana L.H.Bailey)
    - Vitis aestivalis var. bicolor Deam (Syn.: Vitis aestivalis var. argentifolia Fernald, Vitis argentifolia Munson ex L.H.Bailey)
    - Vitis aestivalis var. lincecumii (Buckley) Munson (Syn.: Vitis lincecumii Buckley)

  - Vitis amurensis Rupr. (Syn.: Vitis shiragae Makino): Sie kommt in China, Japan, Korea und in Russland vor. Es gibt mehrere Varietäten:[2]
    - Vitis amurensis Rupr. var. amurensis
    - Vitis amurensis var. dissecta Skvortsov
    - Vitis amurensis var. yanshanensis D.Z.Lu & H.P.Liang

  - Vitis ×andersonii Rehder (= Vitis coignetiae × Vitis riparia (als Vitis vulpina in der Originalbeschreibung))
  - Vitis arizonica Engelm. (Syn.: Vitis arizonica var. glabra Munson): Sie kommt in Mexiko und in den südlichen Vereinigten Staaten vor.[2]
  - Vitis balansana Planch.: Es gibt drei Varietäten:[3]
    - Vitis balansana Planch. var. balansana: Sie kommt in Vietnam und in den chinesischen Provinzen Guangdong, Guangxi sowie Hainan vor.[3]
    - Vitis balansana var. ficifolioides (W.T.Wang) C.L.Li (Syn.: Vitis ficifolioides W.T.Wang): Dieser Endemit kommt nur in Longzhou in Guangxi vor.[3]
    - Vitis balansana var. tomentosa C.L.Li: Sie kommt nur in Guangxi vor.[3]

  - Vitis barbata Wall.: Sie kommt in Indien vor.[2]
  - Vitis bashanica P.C.He: Sie kommt nur in Shaanxi vor.[3]
  - Vitis bellula (Rehder) W.T.Wang: Es gibt zwei Varietäten:[3]
    - Vitis bellula (Rehder) W.T.Wang var. bellula (Syn.: Vitis pentagona var. bellula Rehder): Sie gedeiht in Höhenlagen von 1300 bis 1600 Metern in den chinesischen Provinzen Hubei sowie Sichuan.[3]
    - Vitis bellula var. pubigera C.L.Li: Sie gedeiht in Höhenlagen von 400 bis 1650 Metern in den chinesischen Provinzen Guangdong, Guangxi sowie Hunan.[3]

  - Vitis betulifolia Diels & Gilg (Syn.: Vitis hexamera Gagnep.): Sie gedeiht in Höhenlagen von 600 bis 3600 Metern in den chinesischen Provinzen südöstliches Gansu, Henan, Hubei, Hunan, Shaanxi, Sichuan sowie Yunnan.[3]
  - Vitis biformis Rose: Sie kommt in Mexiko vor.[2]
  - Vitis blancoi Munson: Sie kommt in Mexiko vor.[2]
  - Vitis bloodworthiana Comeaux: Sie kommt in den mexikanischen Bundesstaaten Durango und Sinaloa vor.[2]
  - Vitis bourgaeana Planch.: Sie kommt in Mexiko, Belize und Guatemala vor.[2]
  - Vitis ×bourquiniana W.A.Taylor (= Vitis aestivalis × Vitis vinifera?)
  - Vitis bryoniifolia Bunge: Sie kommt in zwei Varietäten in China vor:[3]
    - Vitis bryoniifolia Bunge var. bryoniifolia (Syn.: Vitis adstricta Hance): Sie kommt in den chinesischen Provinzen Anhui, Fujian, Guangdong, Guangxi, Hebei, Hubei, Hunan, Jiangsu, Jiangxi, Shaanxi, Shandong, Shanxi, Sichuan sowie Yunnan vor.[3]
    - Vitis bryoniifolia var. ternata (W.T.Wang) C.L.Li (Syn.: Vitis adstricta var. ternata W.T.Wang): Sie hat seit 2010 der Rang einer Art Vitis sinoternata W.T.Wang. Sie kommt nur in Zhejiang vor.[3]

  - Vitis californica Benth.: Sie kommt in Oregon und in Kalifornien vor.[2]
  - Vitis ×champinii Planch.: Sie ist vermutlich die Hybride zwischen Vitis mustangensis und Vitis rupestris und kommt in Texas vor.[2]
  - Vitis chunganensis Hu: Sie kommt in China vor.[3]
  - Vitis chungii F.P.Metcalf: Sie kommt in den chinesischen Provinzen Fujian, Guangdong, Guangxi und Jiangxi vor.[3]
  - Vitis cinerea (Engelm.) Engelm. ex Millardet: Sie kommt in mindestens fünf Varietäten in Nordamerika und Mexiko vor:[2]
    - Vitis cinerea var. baileyana (Munson) Comeaux (subg. Vitis) (Syn.: Vitis baileyana Munson, Vitis virginiana Munson)
    - Vitis cinerea var. cinerea (Graurinden-Rebe, Syn.: Vitis aestivalis var. cinerea Engelm.)
    - Vitis cinerea var. floridana Munson (Syn.: Vitis simpsonii Munson)
    - Kalk-Rebe (Vitis berlandieri Planchon) (Syn.: Vitis cinerea var. helleri (L.H.Bailey) M.O.Moore, Vitis cordifolia var. helleri L.H.Bailey): Sie kommt in Texas vor.[2]

  - Vitis coignetiae Pulliat ex Planch. (Syn.: Vitis amurensis var. glabrescens (Nakai) Nakai, Vitis coignetiae var. glabrescens Nakai): Sie kommt in Japan, in Korea und auf Sachalin vor.[2]
  - Vitis davidii (Rom. Caill.) Foëx (Syn.: Spinovitis davidii Rom. Caill., Vitis armata Diels & Gilg): Die bis zu vier Varietäten sind in China verbreitet:[2][3]
    - Vitis davidii var. cyanocarpa (Gagnep.) Sarg. (Syn.: Vitis armata var. cyanocarpa Gagnep.): Sie gedeiht in Höhenlagen von 600 bis 2300 Metern in den chinesischen Provinzen Anhui, Hubei sowie Yunnan.[3]
    - Vitis davidii (Rom. Caill.) Foëx var. davidii: Sie gedeiht in Höhenlagen von 600 bis 1800 Metern in den chinesischen Provinzen Anhui, Chongqing, Fujian, Gansu, Guangdong, Guangxi, Guizhou, Hubei, Hunan, Jiangsu, Jiangxi, Shaanxi, Sichuan, Yunnan sowie Zhejiang.[3]
    - Vitis davidii var. ferruginea Merr. & Chun: Sie gedeiht in Höhenlagen von 500 bis 1200 Metern in den chinesischen Provinzen Fujian, Guangdong, Hubei sowie Jiangxi.[3]
    - Vitis davidii var. hispida X.D.Wang & S.C.Chen: Sie soll in Fujian vorkommen.

  - Vitis ×doaniana Munson ex Viala = Vitis mustangensis × Vitis acerifolia. Sie kommt in den Vereinigten Staaten vor.[2]
  - Vitis erythrophylla W.T.Wang: Sie kommt in Jiangxi und Zhejiang vor.[3]
  - Vitis fengqinensis C.L.Li: Sie kommt nur in Yunnan vor.[3]
  - Vitis flexuosa Thunb. (Syn.: Vitis flexuosa var. crassifolia Uyeki, Vitis flexuosa var. parvifolia (Roxb.) Gagnep., Vitis flexuosa var. rufotomentosa Makino, Vitis flexuosa var. tsukubana Makino, Vitis indica Thunb., Vitis parvifolia Roxb., Vitis wallichii DC.): Sie kommt in China, Indien, Japan, Laos, Nepal, den Philippinen, Thailand und Vietnam vor.[3]
  - Vitis girdiana Munson: Sie kommt in den US-Bundesstaaten Arizona, Nevada, Utah, Kalifornien und im mexikanischen Baja California vor.[2]
  - Vitis hancockii Hance: Sie kommt in den chinesischen Provinzen Anhui, Fujian, Jiangxi und Zhejiang vor.[3]
  - Vitis heyneana Roem. & Schult. (Syn.: Vitis kelungensis Momiy., Vitis kiusiana Momiy., Vitis lanata Roxb., Vitis pentagona Diels & Gilg, Vitis quinquangularis Rehder): Sie kommt in Indien, Nepal, Bhutan und China vor.[3] Man kann zwei Unterarten unterscheiden:
    - Vitis heyneana subsp. heyneana
    - Vitis heyneana subsp. ficifolia (Bunge) C.L.Li (Syn.: Vitis ficifolia Bunge, Vitis ficifolia var. izuinsularis (Tuyama) H.Hara, Vitis ficifolia var. lobata (Regel) Nakai, Vitis ficifolia var. sinuata (Regel) Rehder, Vitis heyneana subsp. ficifolia (Bunge) C.L.Li, Vitis kaempferi K.Koch, Vitis thunbergii Siebold & Zucc.): Sie kommt in China vor.[3]

  - Vitis hissarica Vassilcz.: Sie kommt in Afghanistan, im Irak und in Tadschikistan vor.[2]
  - Vitis hui W.C.Cheng: Sie kommt in Jiangxi und Zhejiang vor.[3]
  - Vitis jacquemontii R.Parker: Sie kommt in Pakistan, Indien und Nepal vor.[2]
  - Vitis jaegeriana Comeaux: Sie kommt in Mexiko vor.[2]
  - Vitis jinggangensis W.T.Wang: Sie kommt in Hunan und in Jiangxi vor.[3]
  - Vitis labrusca L. Fuchs-Rebe: Sie ist in den Vereinigten Staaten weitverbreitet.[2]
  - Vitis lanceolatifoliosa C.L.Li (Syn.: Vitis piasezkii var. angusta W.T.Wang): Sie kommt in Guangdong, Hunan und Jiangxi vor.[3]
  - Vitis longquanensis P.L.Chiu: Sie kommt in Fujian, Jiangxi und Zhejiang vor.[3]
  - Vitis luochengensis W.T.Wang: Sie kommt in Guangdong und Guangxi vor. Es gibt zwei Varietäten:[3]
    - Vitis luochengensis W.T.Wang var. luochengensis
    - Vitis luochengensis var. tomentosonerva C.L.Li

  - Vitis menghaiensis C.L.Li: Sie kommt nur in Yunnan vor.[3]
  - Vitis mengziensis C.L.Li: Sie kommt nur in Yunnan vor.[3]
  - Vitis monticola Buckley: Sie kommt in Texas vor.[2]
  - Vitis mustangensis Buckley (Syn.: Vitis candicans Engelm. ex Durand): Sie kommt in Alabama, Oklahoma, Louisiana und Texas vor.[2]
  - Vitis nesbittiana Comeaux: Sie kommt im mexikanischen Bundesstaat Veracruz vor.[2]
  - Vitis ×novae-angliae Fernald = Vitis labrusca × Vitis riparia: Sie kommt in den Vereinigten Staaten vor.[2]
  - Vitis palmata Vahl (Syn.: Vitis rubra Michx. ex Planch.): Sie ist in den Vereinigten Staaten weitverbreitet.[2]
  - Vitis pedicellata M.A.Lawson: Sie kommt in Indien und in Nepal vor.[2]
  - Vitis peninsularis M.E.Jones: Sie kommt im nördlichen Mexiko vor.[2]
  - Vitis piasezkii Maxim. (Syn.: Vitis baihensis P.C.He, Vitis tiubaensis L.X.Niu): Sie kommt in China vor. Es gibt zwei Varietäten:[3]
    - Vitis piasezkii var. pagnuccii (Rom. Caill. ex Planch.) Rehder (Syn.: Vitis pagnuccii Rom. Caill. ex Planch.)
    - Vitis piasezkii Maxim. var. piasezkii

  - Vitis pilosonerva F.P.Metcalf: Sie kommt in Fujian, Guangdong und Jiangxi vor.[3]
  - Vitis pseudoreticulata W.T.Wang: Sie kommt in Korea und in China vor.[3]
  - Vitis retordii Rom. Caill. ex Planch. (Syn.: Vitis hekouensis C.L.Li): Sie kommt in Laos, Vietnam und in China vor.[3]
  - Ufer-Rebe (Vitis riparia Michx.): Sie ist in Kanada und in den Vereinigten Staaten weitverbreitet.[2]
  - Vitis romanetii Rom. Caill. (Syn.: Vitis romanetii var. arachnoidea Y.L.Cao & Y.H.He, Vitis romanetii var. tomentosa Y.L.Cao & Y.H.He): Sie kommt in China und in Laos vor.[3]
  - Vitis rupestris Scheele, Sand-Rebe oder Fels-Rebe: Sie ist in den zentralen und in den östlichen Vereinigten Staaten weitverbreitet.[2]
  - Vitis ruyuanensis C.L.Li: Sie kommt nur in Guangdong vor.[3]
  - Vitis shenxiensis C.L.Li: Sie kommt nur in Shaanxi vor.[3]
  - Vitis shuttleworthii House: Sie kommt in Florida vor.[2]
  - Vitis silvestrii Pamp.: Sie kommt im westlichen Hubei und im südlichen Shaanxi vor.[3]
  - Vitis sinocinerea W.T.Wang: Sie kommt in China vor.[3]
  - Vitis ×slavinii Rehder = Vitis aestivalis × Vitis riparia: Sie kommt im US-Bundesstaat New York vor.[2]
  - Vitis tiliifolia Humb. & Bonpl. ex Schult. (Syn.: Vitis caribaea DC.): Sie kommt in Mittelamerika, in Mexiko, in der Karibik und in Kolumbien und Ecuador vor.[2]
  - Vitis treleasei Munson ex L.H.Bailey: Sie kommt in den südlichen Vereinigten Staaten vor.[2]
  - Vitis tsoii Merr. (Syn.: Vitis embergeri Galet): Sie kommt in Fujian, Guangdong und Guangxi vor.[3]
  - Vitis vinifera L.: Die Heimat ist Europa, Nordafrika, Vorderasien und Zentralasien;[2] mit den Unterarten:
    - Wilde Weinrebe (Vitis vinifera subsp. sylvestris (C.C.Gmel.) Hegi, Syn.: Vitis sylvestris C.C.Gmel.)
    - Edle Weinrebe (Vitis vinifera L. subsp. vinifera, Syn.: Vitis vinifera subsp. sativa (DC.) Hegi): Darunter die vielen Rebsorten.

  - Duft-Weinrebe (Vitis vulpina L., Syn.: Vitis cordifolia Michx.): Sie ist in den zentralen und den östlichen Vereinigten Staaten weitverbreitet.[2]
  - Vitis wenchouensis C.Ling ex W.T.Wang: Sie kommt nur in Zhejiang vor.[3]
  - Vitis wilsoniae H.J. Veitch: Sie kommt in China vor.[3]
  - Vitis wuhanensis C.L.Li: Sie kommt in China vor.[3]
  - Vitis xunyangensis P.C.He: Sie kommt in Shaanxi vor.[2]
  - Vitis yunnanensis C.L.Li: Sie kommt nur in Yunnan vor.[3]
  - Vitis zhejiang-adstricta P.L.Chiu: Sie kommt in Zhejiang vor.[3]